# Вільгельм Рошер
Вільгельм Георг Фрідріх Рошер (нім. Georg Friedrich Wilhelm Roscher, 21 жовтня 1817, Ганновер — 4 червня 1894, Лейпциг) — німецький економіст, представник історичної школи політекономії.

## Біографія
Вільгельм Рошер народився 21 жовтня 1817 року в Ганновері в сім'ї судді. Він вивчав історію і політичні науки в університетах Берліна та Геттінгена і читав лекції з обох цих дисциплін в Геттінгенському університеті починаючи з 1840 року. У 1843 році він поклав початок історичній школі програмною публікацією «Конспект лекцій з політичної економії на основі історичного методу» (нім. Grundrib zu Vorlesungen über die Staatswirthschaft. Nach geschichtlicher Methode).
B 1848 році він став професором політичної економії в Лейпцизькому університеті і взявся за написання «Принципів політичної економії» (англ. Principles of Political Economy, 1854), роботи, яку він розширював і переглядав аж до своєї смерті в 1894 році. Ця робота, можливо, стала найбільш читаним підручником з економіки в Німеччині в другій половині XIX століття.
У порівнянні з тим, чого можна було очікувати, підсумковий результат праць Рошера виявився дуже скромним. Насправді, він полягав в критичному переосмисленні, сприйнятті економічних наук того часу з великою кількістю прикладів і ілюстрацій так званих «законів» історичного розвитку, які він чомусь ніколи не міг чітко сформулювати. Умисне небажання вникати у щось, що має присмак нормативної економіки, утримувало його від роз'яснення політичних наслідків його ідей.

## Сім'я
- Син, Вільгельм Генріх Рошер — відомий німецький філолог і археолог.
- Племінник, Альбрехт Рошер — мандрівник по Африці.

## Праці
Рошер був надзвичайно талановитим та працелюбним автором. Він опублікував ряд праць, в яких висвітлив проблеми торгівлі зерном, колоніальної економіки, лісової і сільськогосподарської економік. В 1843 році вийшла у світ його перша відома праця «Короткі основи курсу політичної економії з точки зору історичного методу».  Уваги заслуговують і інші його видання: «Історія англійської політичної економії XVI—XVII століть» (1851), «Програма лекцій з історичного методу» (1854), «Системи політичної економії, або Засади народного господарства» в 5 томах (1854—1894), «Історія національної політичної економії в Німеччині» (1874).

## Дослідницька діяльність
Вільгельм Рошер проявив себе не лише як провідний німецький економіст, протягом тривалого часу був одним із лідерів нового напрямку в політекономії. Його метою було доповнення і розвиток, визнаної на той час, теорії старої класичної школи і саме цим вплинути на становлення тогочасної національної політики, використавши при цьому«історичний» метод дослідження. В своїй праці «Система політичної економії» він говорить:
|  | Наша мета описати економічну природу людини і її економічні бажання, дослідити закони і характер постанов, прийнятих для задоволення цих бажань і більшого чи меншого успіху в їх досягненні. Таке дослідження може бути здійснене за умови тісного контакту з іншими знаннями національного життя, наприклад історії права, політичної історії та історії цивілізації. |

Національна економіка Німеччини вперше глибоко було досліджена Фрідріхом Лістом (1789—1846), у його основній праці «Національна система політичної економії» (1841 р.), в якій вдало й ефективно було наведено історичні факти для обґрунтування необхідності розбудови національної економічної системи. «Національна система політичної економії» Ф. Ліста за своїм характером, компонентами і методологією тісно пов'язана із старою історичною школою, що сформувалася в Німеччині, засновниками якої були В. Рошер (1817—1894), Б. Гільдебранд (1812—1878) К. Кніс (1821—1898).
В. Рошер, як і його попередник Ліст, запевняв, що немає і не може бути одної для всіх країн політичної економії та єдиних законів економічного процвітання. Оцінюючи принципи класичної школи, німецький вчений запевняв, що деякі особи своєю економічною поведінкою прагнуть не лише до вигоди, a й надають перевагу суспільним інтересам, сімейним турботам, людській гідності тощо.
Основними завданнями економічної науки Рошера є:
- емпіричне дослідження історичних фактів;
- вивчення способів ведення господарської діяльності;
- виявлення потреб економічного розвитку держави;
- дослідження законів діяльності економіки держави.
Політекономія, на думку Рошера, не має розробляти економічні ідеали, a здійснювати простий підбір господарських потреб кожного народу і, на їх основі, створювати закони, які будуть ці потреби задовільняти.
В роботах економіста-політолога зроблено порівняльний аналіз історії становлення економіка Німеччини, Франції та Англії. Вивчаючи грошовий обіг і міжнародну торгівлю цих країн, він визначає особливості всіх національних економічних рис і пробує сформулювати теорію становлення національних економік.
Високу оцінку Рошер надає промисловості та машинобудуванню і вказує на спричинені ними позитивні зміни в економічних відносинах, a також вказує на можливості, які вони відкривають. Особливу роль у розвитку машинного виробництва дослідник відводить державі. В. Рошер підкреслював необхідність розробки політичною економією рекомендацій, які можна застосувати на практиці щодо наявних ресурсів економічного розвитку, а також удосконалення суспільства з урахуванням інтересів кожної нації.
Аналізуючи історичні позиції розвитку фіскальної політики Рошер рекомендував:
- врегулювати торгівлю;
- налагодити відносин між найманими робітниками та господарями у виробництві;
- організувати професійне навчання.
Усі ці напрями, на думку Вільгельма, взаємопов'язані ідеєю розвитку нації, що спрямована на розвиток економічної могутності держави.
Універсальному, на той час, вченню класичної школи Вільгельм протиставив свою версію історично-економічного розвитку націй, вирізнив такі періоди:
- найдавніший, головним фактором виробництва якого була земля;
- середньовічний, коли найбільшу роль відігравала праця;
- новий, пов'язаний із домінуванням капіталу.

Німецький дослідник стверджував, що під час розвитку соціуму збільшуються можливості економічного прогресивного націй якраз завдяки розвитку індустрії, транспорту, механізації виробництва. Водночас він передбачав, що ці зміни можуть загострювати соціальні конфлікти, поглиблювати розподіл населення на багатих і бідних. І ці суперечності просто потрібно розв'язувати цивілізованим демократичним шляхом за допомогою реформ у державі, а не через революцію. Рішучими були його виступи проти будь-яких революцій у соціумі, які на його думку, є «страшним злом», оскільки наслідки їх непередбачені, a хаос, який є обов'язковим після переворотів, перешкоджає розвитку прогресивних явищ. Рошер говорив, що народ має торувати свої стежки «мирним шляхом позитивного права», a нація творити своє майбутнє під державним керівництвом.
Будуючи модель суспільного розвитку, Вільгельм Рошер виступав проти соціалістичних ідей, які мали на той час багато прихильників. Він вбачав досягнення соціалістичної мети можливою через реформаторство та розвиток. В. Рошер Критично оцінював класичну школу за її бачення лише капіталістичних відносин, як форми і наслідку розвитку цивілізації та оголошення їх такими що не мають альтернативи і не підлягають зміні в історичні перспективі. 
У трактуванні В. Рошера, політекономія перевтілилася на еволюційний процес системи народного господарства різних країни і Німеччини зокрема.

## Основні твори
- «Система народного господарства» в 5 тт. (нім. System der Volkswirtschaft, 1854—1894):
- т.1 «Підстави національної економії» (нім. Grundlagen der Nationaleökonomie, 1854),
- т.2 «Національна економія землеробства» (нім. Nationaleökonomik des Ackerbaues, 1859),
- т.3 «Національна економія торгівлі та ремесел» (нім. Nationaleökonomik des Handels und Gewerbfleisses, 1881),
- т.4 «Система науки про фінанси» (нім. System der Finanzwissenschaft, 1886),
- т.5 «Система допомоги бідним і політика боротьби з бідністю» (нім. System der Armenpflege und Armenpolitik, 1894).
- Наука про народне господарство стосовно землеробства та інших галузей початкової промисловості. — М., 1869—1870.

## Цитати
|                   | Чим вище культура, тим вище цінується праця |
| — Вільгельм Рошер |                                             |